# Myriophyllum spicatum
Myriophyllum spicatum (L., 1753), comunemente noto millefoglio comune o euroasiatico, anche trifoglio acquatico spinoso, è una pianta acquatica della famiglia Haloragaceae, originaria dei continenti eurasiatico ed africano. È una specie diffusa anche nel territorio italiano, sia nell'intera penisola che nelle isole.

## Descrizione
È una pianta acquatica sommersa e cresce in acque ferme o lente.